# 比斯赫纳
比斯赫纳（Bishna），是印度查谟-克什米尔邦Jammu县的一个城镇。总人口9141（2001年）。

## 人口
该地2001年总人口9141人，其中男性5031人，女性4110人；0—6岁人口965人，其中男546人，女419人；识字率72.03%，其中男性为78.53%，女性为64.06%。